# South Wonston
South Wonston est une paroisse civile et un village du Hampshire, en Angleterre.